# Aleksandria (Grande-Pologne)
Pour les articles homonymes, voir Aleksandria.
Aleksandria est une localité polonaise de la gmina de Brzeziny, située dans le powiat de Kalisz en voïvodie de Grande-Pologne.